# Allan Felder
Allan Wayne Felder (Filadélfia, 26 de maio de 1943 — Estados Unidos, 7 de novembro de 1999) foi um compositor norte-americano.